# Гримм, Фридрих (младший)
Фридрих Гримм Младший (нем. Friedrich Grimm der Jüngere, 11 марта 1707, Ханау — 20 марта 1777, Штайнау-ан-дер-Штрассе) — священник-кальвинист, дед фольклористов братьев Гримм.

## Биография
Наследовал приход своего отца, Фридриха Гримма Старшего (1672—1748), возглавив кальвинистскую общину г. Ханау, а затем и всего графства Ханау-Мюнценберг. Учился в высшей ландшколе г. Ханау, затем в Старой гимназии г. Бремен, наконец, в Гейдельбергском университете на факультете теологии. В 1730 году принял приход церкви св. Екатерины в Штайнау-ан-дер-Штрассе, который возглавлял в течение 47 лет, и получил от своих прихожан прозвание «Ревностный пастырь и опекун душ». 6 октября 1734 женился на Кристине Елизавете Хайльманн (1715—1754), дочери советника надворного суда графства Ханау-Мюнценберг. В браке родились 8 сыновей и 3 дочери, большинство которых умерло во младенчестве или детстве. Сама Кристина Елизавета умерла при родах в возрасте 39 лет. Смерть своей жены Фридрих Гримм переживал чрезвычайно болезненно. Он распорядился похоронить её в соборе св. Екатерины между алтарём и кафедрой, с которой он читал проповеди. По свидетельству Вильгельма Гримма, Фридрих Гримм приносил свежие цветы на её могилу каждое воскресенье и в дни всех церковных праздников. Ведение дома и заботу о братьях, в том числе Филиппе Вильгельме, отце братьев Гримм, взяла на себя старшая дочь Фридриха Гримма — Юлиана Шарлотта Фредерика (1735—1796, в замужестве Шлеммер). Якоб Гримм передал в своих записках самые тёплые воспоминания о «милой тётушке Шлеммер».
Фридрих Гримм Младший умер во сне в возрасте 70 лет, и был погребён на Новом кладбище г. Штайнау под массивным каменным надгробием. В 1997 году его прах был перенесён в церковь св. Екатерины с тех пор он покоится рядом с могилой своей супруги.